# لافيراري
لافيراري (بالإنجليزية: LaFerrari)‏ هي سيارة رياضية من صناعة فيراري أنتجت في 2013.
لافيراري 2014 , قامت شركة فيراري الإيطالية المتخصصة بصناعة السيارات الفائقة، بإطلاق أيقونتها الخارقة الجديدة لافيراري في معرض جنيف الدولي للسيارات عام 2013، والذي يعد أقوى طراز لدى فيراري وأكثرها تطوراً.
وبما أن هذا الطراز يحمل جينات الطراز الخارق البديل له إنزو والذي صنع منه 399 نسخة فقط، فستقوم شركة فيراري بصنع 499 نسخة من طراز لافيراري ليكون واحد من أساطير سيارات فيراري القديمة التي لازالت تعتبر واحدةً من أعظم السيارات بالعالم كطراز إف 40 وإف 50 و فيراري انزو . وهي تنافس كلا من بورش 918 سبايدر وماكلارين بي ون ولامبورغيني فينيو ويبلغ سعرها 1300000$ دولار أمريكي وهي من بين اسرع سيارات العالم وتبلغ سرعتها القصوى 350 كم ساعة مكونه من 12 أسطوانة سعة 6,3 ليتر يولد قوة 950 حصان والمحرك الثاني هو عبارة عن محرك كهربائي يولد قوة 163 حصان وهي اسطورة من اساطير فيراري مثل اينزو وf40 وf50
و منافسيها لهم قدره خارقه مثل بورش 918 سبايدر التي سيصنع منها 918 نسخة وتبلغ سرعتها 340 كم في ساعة اما ماكلارين بي ون التي سيصنع منها 375 نسخة وتبلغ سرعتها القصوى 350 كم في ساعة واما لامبورغيني فينيو التي صنع منها 3 نسخة في العالم و9 نسخ رودستر تبلغ سرعتها القصوى 355 كم في ساعه

لافيراري 500 تم الإعلان عنها في 31 أغسطس 2016
و هذه هي اغلي نسخة لافيراري تباع في مزاد حيث ان تم بيعها في ولاية فلوريدا بمقدار 7 ملايين دولار
و بهذا السعر تصبح السيارة بسعر 5 لافيراري وقالت الشركة انها سوف تتبرع بعائداتها لأعمار المدن التي دمرت بسبب الزلزال الذي ضرب إيطاليا عام 2016